# ساختمان دفتر اجرایی آیزنهاور
ساختمان اداری اجرایی آیزنهاور (EEOB) (به انگلیسی: Eisenhower Executive Office Building) - که قبلاً به عنوان ساختمان اداری قدیمی (OEOB) شناخته می‌شد - یک ساختمان دولت ایالات متحده واقع در غرب کاخ سفید در واشینگتن، دی.سی. پایتخت ایالات متحده آمریکا است که توسط اداره خدمات عمومی نگهداری می‌شود، در حال حاضر توسط دفتر اجرایی رئیس‌جمهور (آمریکا)، که شامل دفاتر مختلف از جمله دفتر معاون رئیس‌جمهور ایالات متحده و دفتر شورای امنیت ملی ایالات متحده آمریکا است، در حال استفاده است. از سال ۱۹۹۹، این ساختمان از روی نام رئیس‌جمهور و ژنرال سابق، دوایت آیزنهاور نامگذاری شده‌است.
این ساختمان سالیان سال با داشتن ۵۶۶ اتاق و حدود ۴۰۰۰ متر مربع فضای داخلی، بزرگترین ساختمان اداری جهان بود. بسیاری از کارمندان کاخ سفید دفاتر خود را در EEOB دارند.

## نگارخانه

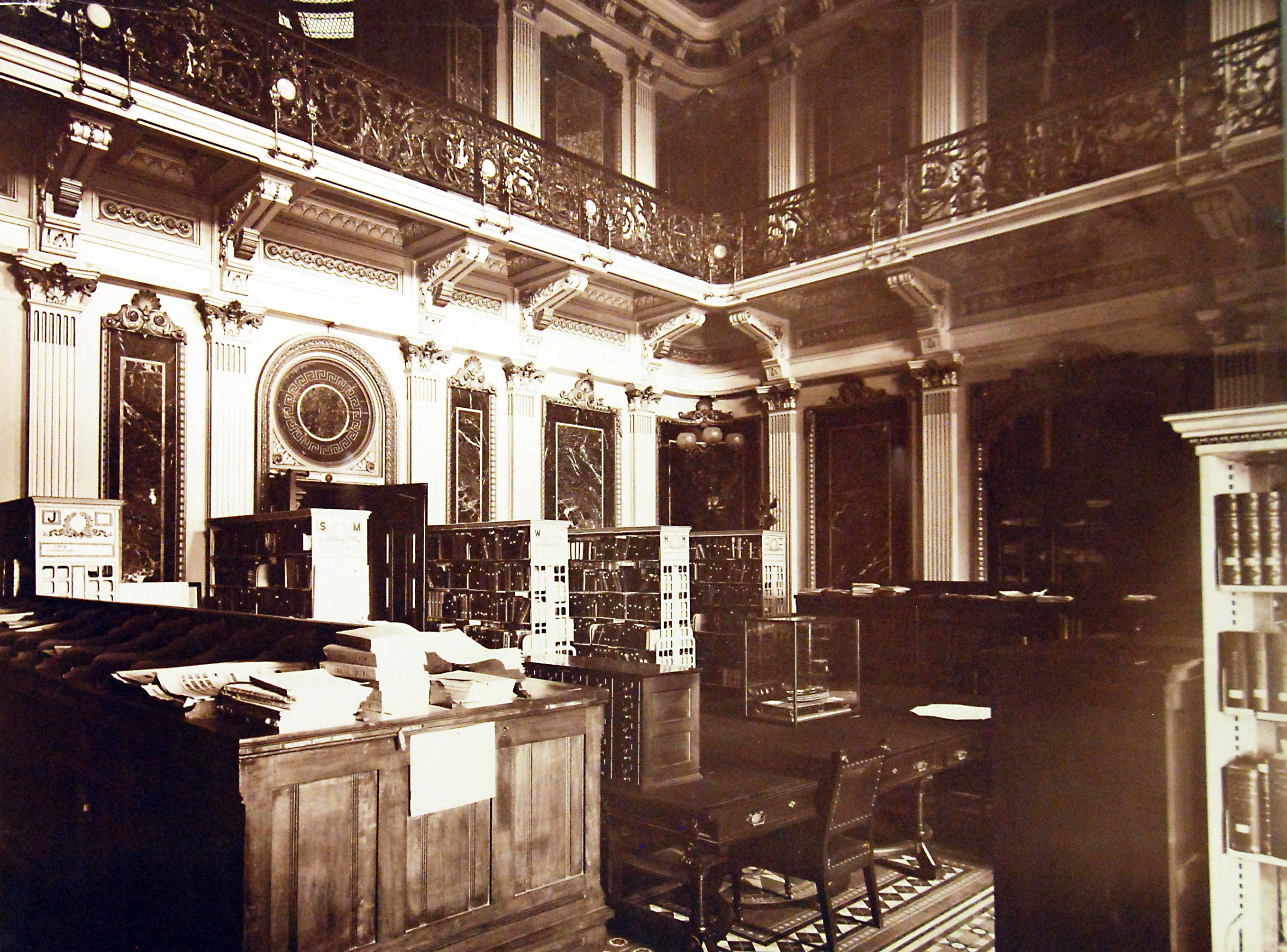
کتابخانه وزارت نیروی دریایی ، ۱۹۱۵
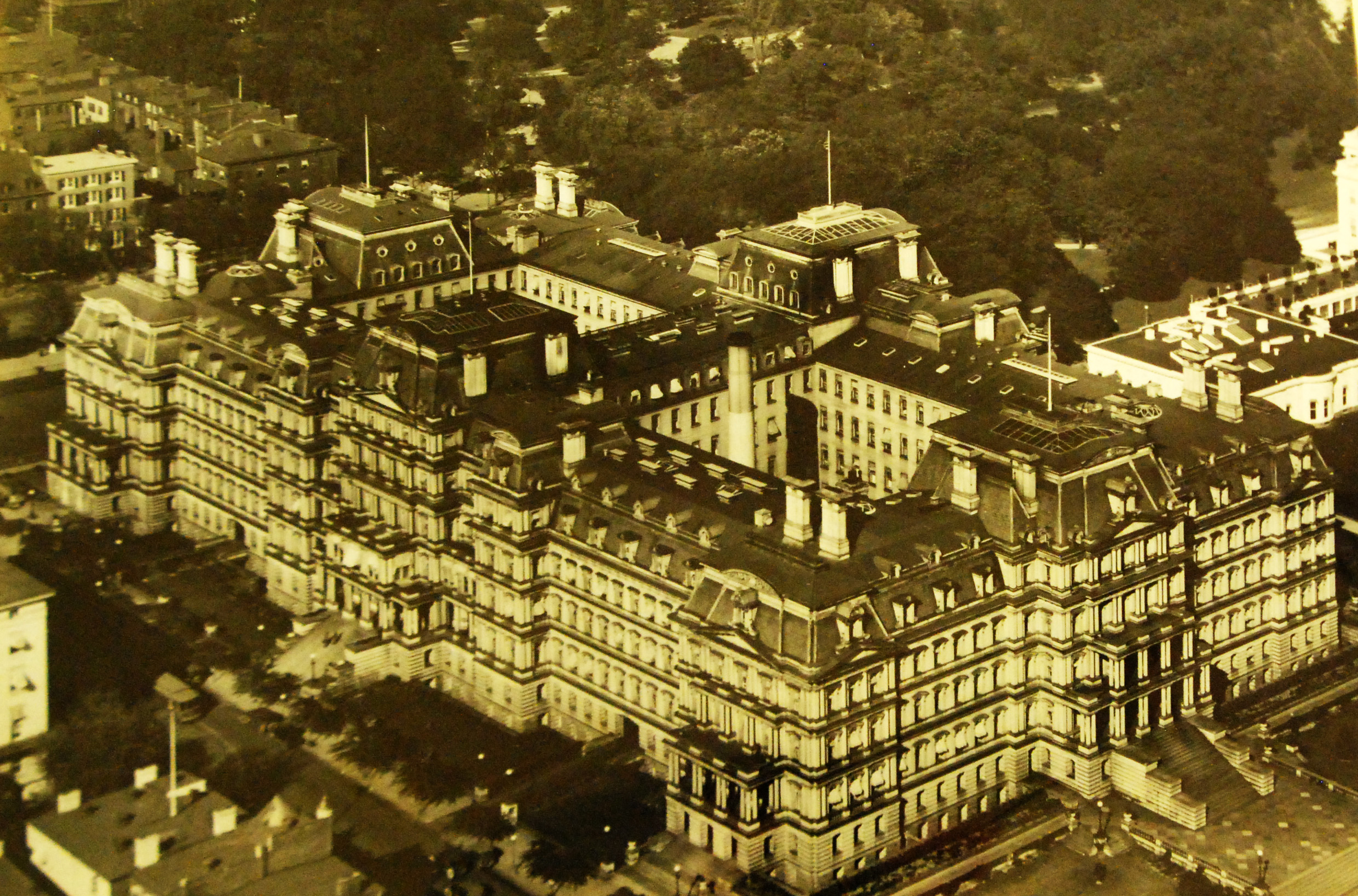
نمای سرتاسر شمال شرقی ، حدود سال ۱۹۲۰
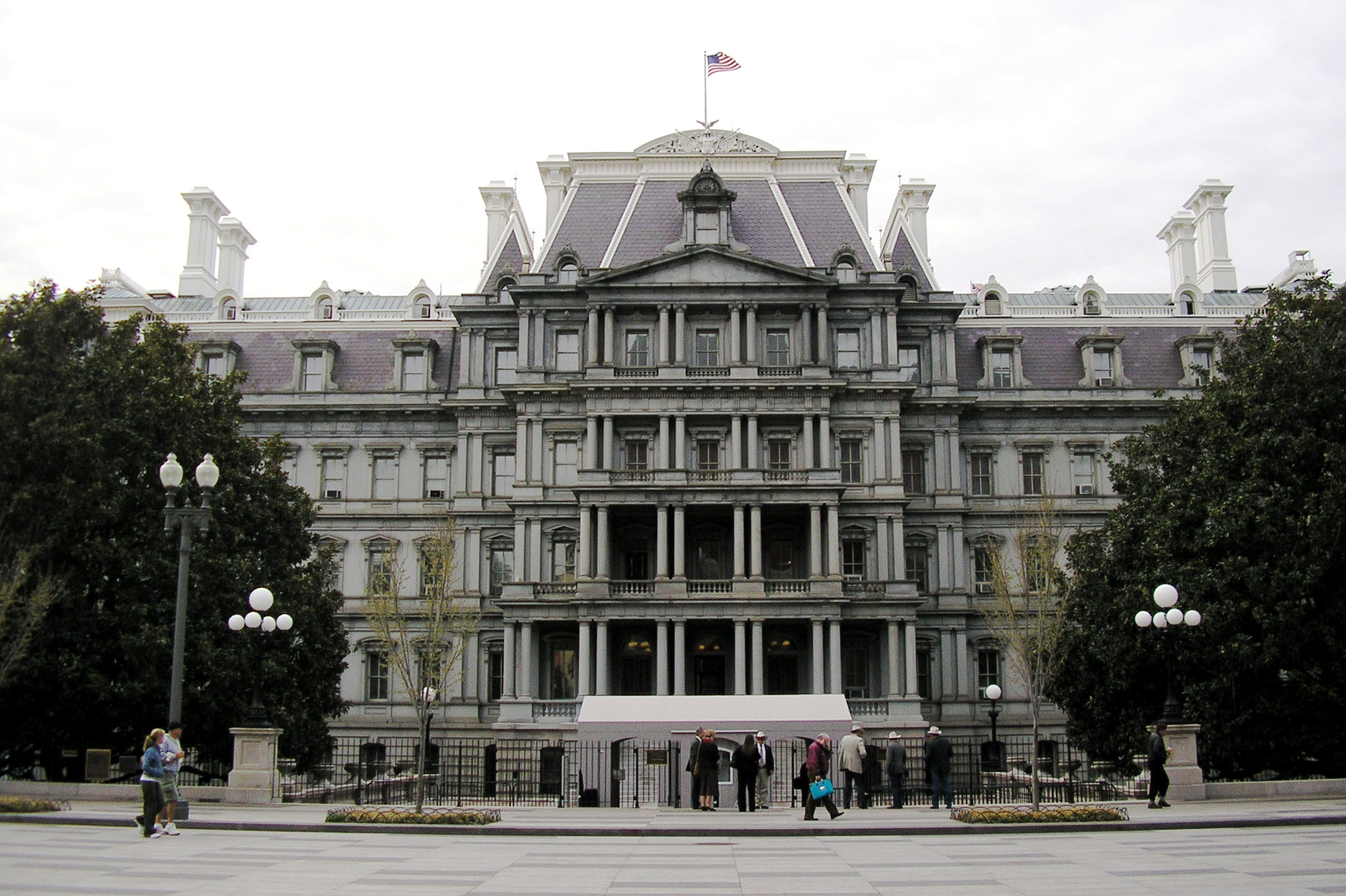
نمای شمالی
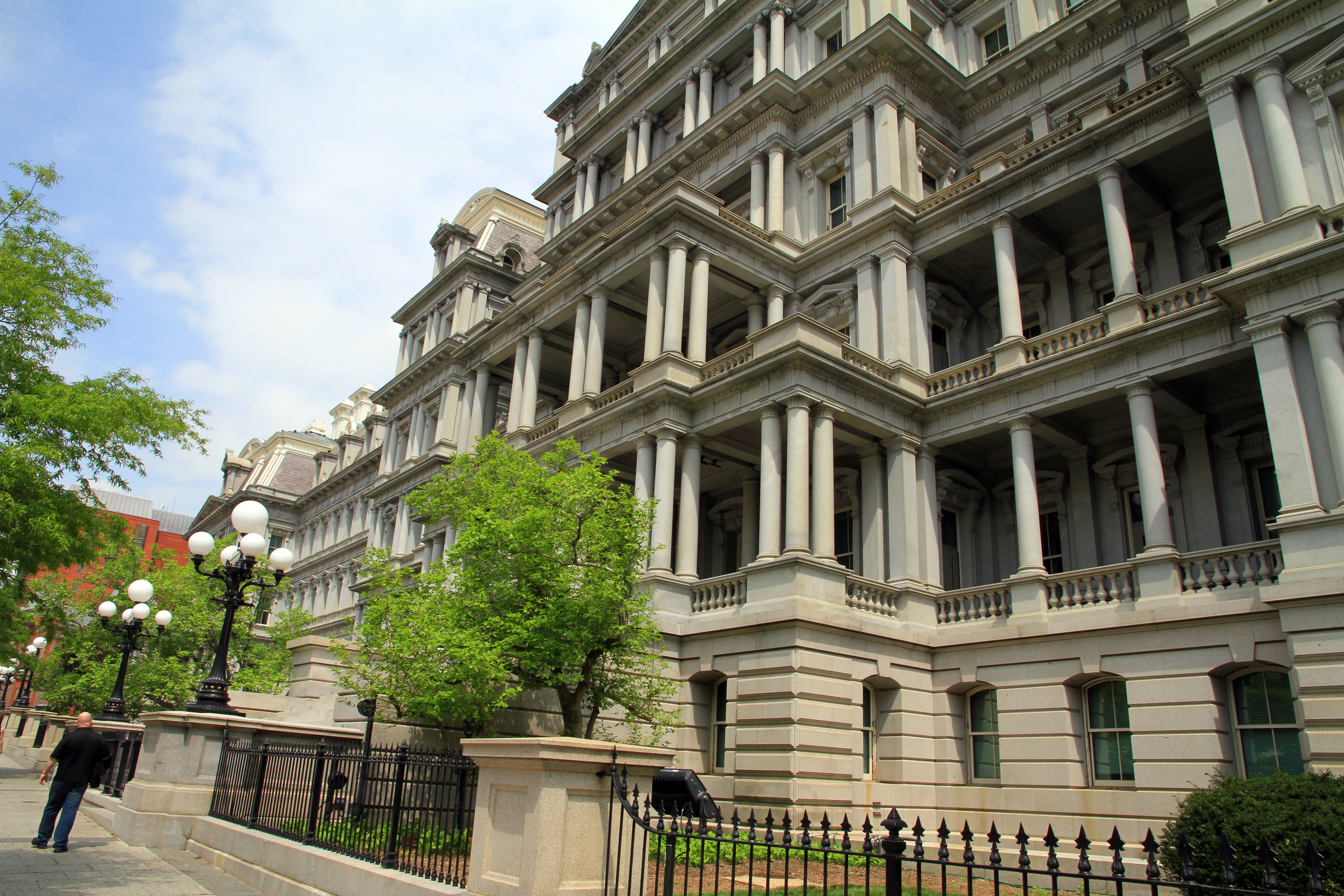
جزئیات نما
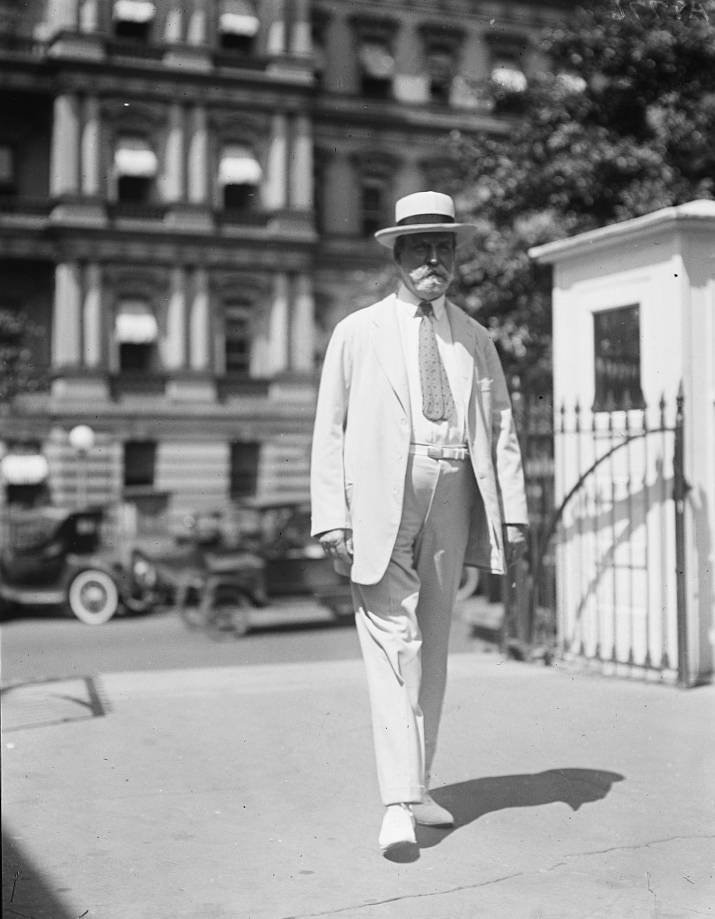
چارلز ایوانز هیوز با پس زمینه ساختمان اداری آیزنهاور
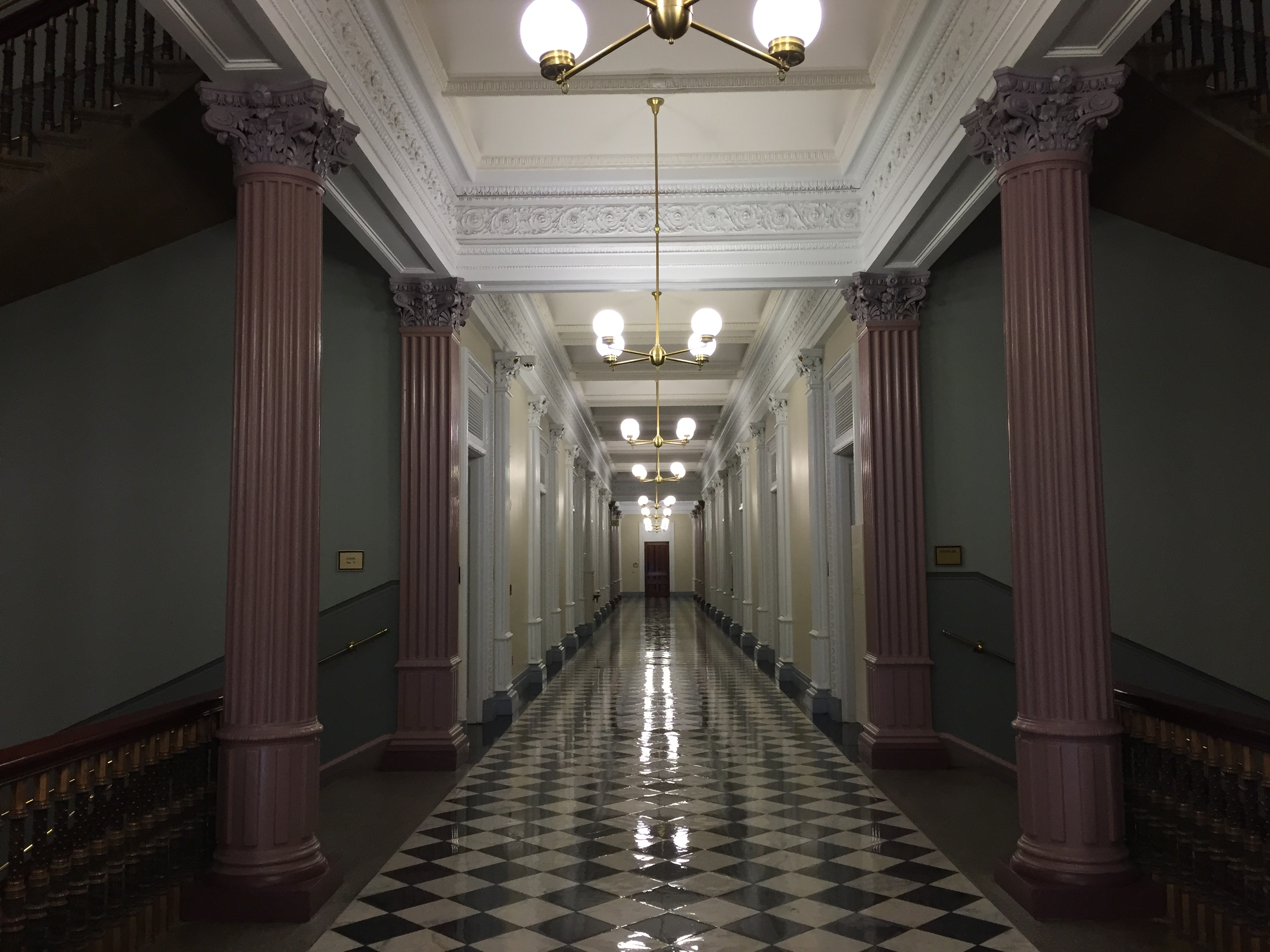
راهرو با اجزای تزئینی
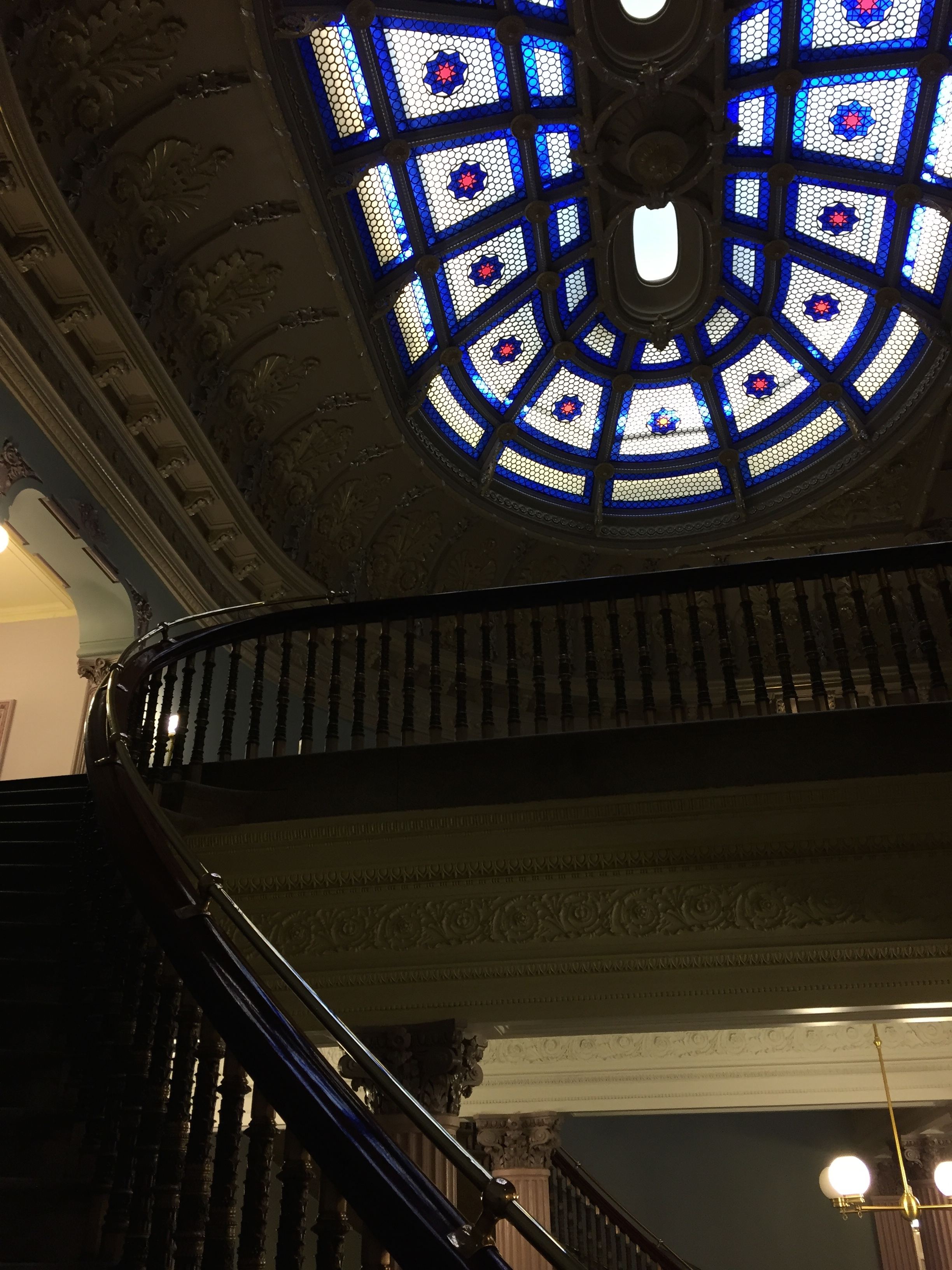
پنجره سقفی بالای پله
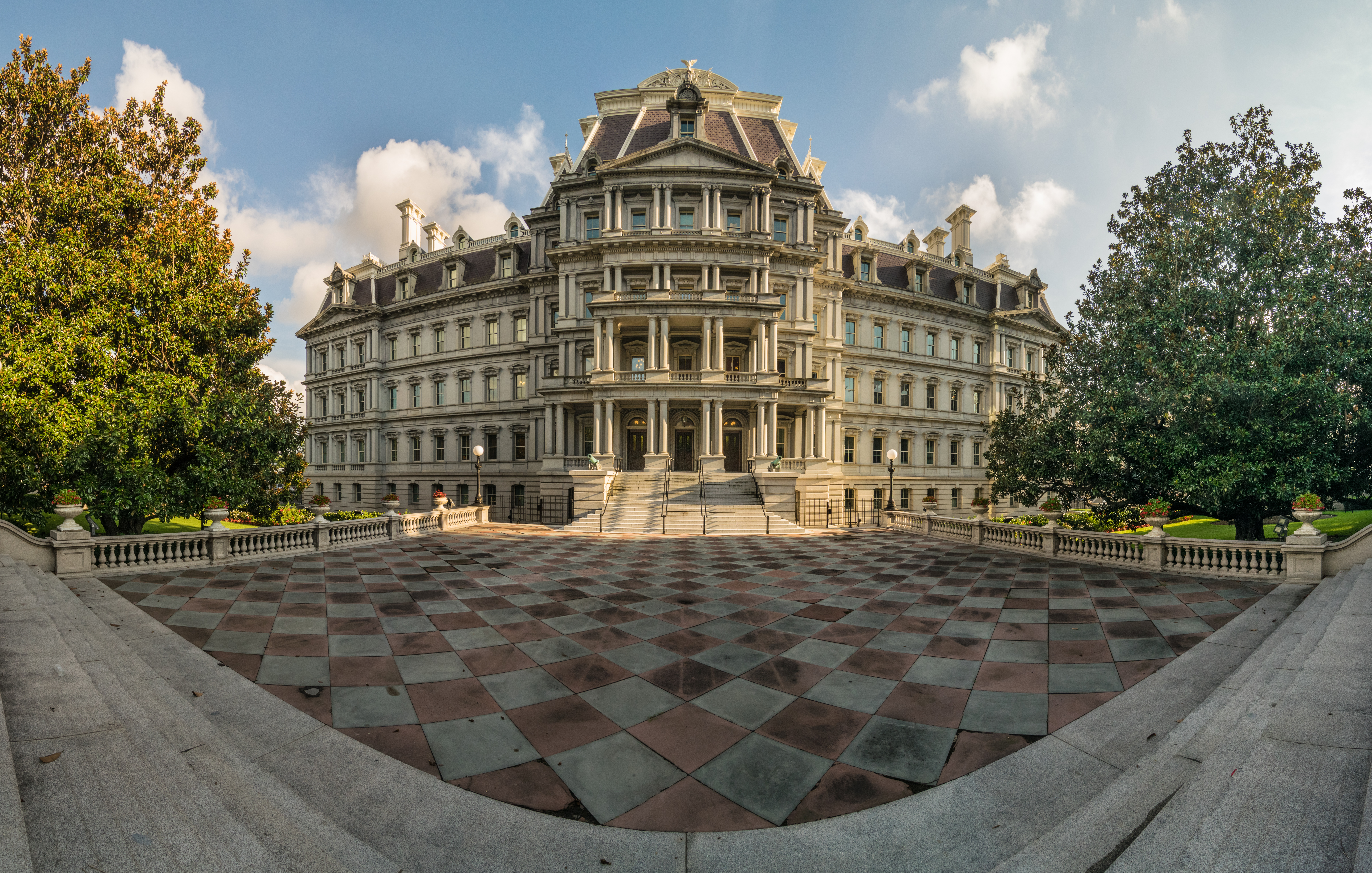
تصویر واید از نما سال ۲۰۱۷
جزئیات گوشه شمال غربی
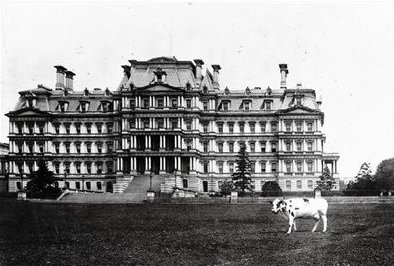
پائولین وین ، «گاو حیوان خانگی» رئیس جمهور تافت در جلوی ساختمان